# Хансен, Эрик (военный)
Эрик Оскар Хансен (нем. Erik Oskar Hansen; 27 мая 1889, Гамбург — 18 или 20 марта 1967, там же) — немецкий военный деятель, генерал кавалерии, участник Первой и Второй мировых войн, командующий немецкой армией в Румынии.

## Биография
1 октября 1907 в поступил на службу в 9-й драгунский полк имени короля Румынии Кароля I (1-й Ганноверский), в котором служил до 1916 года. Во время Первой мировой войны — полковой адъютант, дослужился до ротмистра (18.08.1916). С февраля 1917 года до конца войны — на различных штабных должностях. В ноябре 1919 — марте 1920 числился в бригаде фрайкора Эрхардт.
После войны продолжил службу в Рейхсвере и в 1932 году произведен в подполковники. Затем при штабе 1-й кавалерийской дивизии, преподаватель кавалерийской школы в Ганновере. В 1931 году — штабной офицер (Ia) той же дивизии.
После прихода нацистов к власти, 1 мая 1934 году стал полковником, в августе 1937 генерал-майором и 1939 годах — генерал-лейтенантом. С 10 ноября 1938 года Хансен был командиром 4-й пехотной дивизии, участвовавшей в боях во время польской и французской кампаний; после выделения 15.08.40 из этой части 14-й танковой дивизии руководит ей по 30 сентября того же года.
С октября 1940 года Хансен — глава германской военной миссии в Румынии. Вскоре после этого он был произведен в генералы от кавалерии.
Под его командованием формируется 54-й армейский корпус, которым он руководит с 1.06.1941 по 20.01.1943 года. Первоначально корпус включал в себя 50-ю и 170-ю немецкие и 5-ю румынскую пехотные дивизии, позднее и 132-ю пехотную дивизию. В течение последующего периода корпус подчинялся АГ «Юг». Участвовал в прорыве обороны Перекопа в октябре 1941 года, осаде Севастополя, операции «Охота на дроф» в мае 1942 года, которая привела к разгрому войск Крымского фронта.
В сентябре 1942 корпус подчинён АГ «Север» (под Ленинградом).
20 января 1943 Хансен вновь назначен главой германской военной миссии в Румынии. В этом должности находился до пленения советскими войсками 26 августа 1944. Освобождён 10 октября 1955.

## Награды
- Железный крест (1914) 2-го и 1-го класса
- Ганзейский крест (Гамбург)
- Пряжка к Железному кресту 2-го и 1-го класса
- Почётный крест ветерана войны
- Медаль «За выслугу лет в вермахте» 4-й — 1-й степени
- Медаль «В память 13 марта 1938 года»
- Медаль «В память 1 октября 1938 года» с планкой «Пражский Град»
- Железный крест (1939) 2-го и 1-го класса
- Крымский щит
- Медаль «За зимнюю кампанию на Востоке 1941/42»
- Орден Михая Храброго 3-го (22.08.1941) и 2-го класса (29.07.1942)
- Рыцарский крест Железного креста (4.09.1941)
- Немецкий крест в золоте (19.09.1942)